# Karate v Sloveniji
Karate v Sloveniji je publicistično delo avtorja Silvestra Vogrinca. Knjiga je izšla leta 1996 (COBISS)

## Značilnost
Karate v Sloveniji je prva knjiga, ki na celovit način prikazuje razvoj karateja v Sloveniji. Avtor je opravil obsežno raziskavo pisanih virov arhiva Karate zveze Slovenije in Zveze tradiconalnega karateja Slovenije ter ustnih virov, da je izdelal pregledno in enovito zgodovino slovenskega karateja. Pri tem je imel vso podporo obeh zvez in številnih mojstrov karateja.

## Vsebina
V knjigi so predstavljeni: razvoj karateja v Sloveniji, osebnosti slovenskega karateja, vodje karate šol in zvez, trenerji, tekmovalci, sodniki, podan pa je tudi seznam državnih prvakov.

## Ocene
Knjiga je prva zapisana zgodovina slovenskega karateja.